# حجر المقبرة

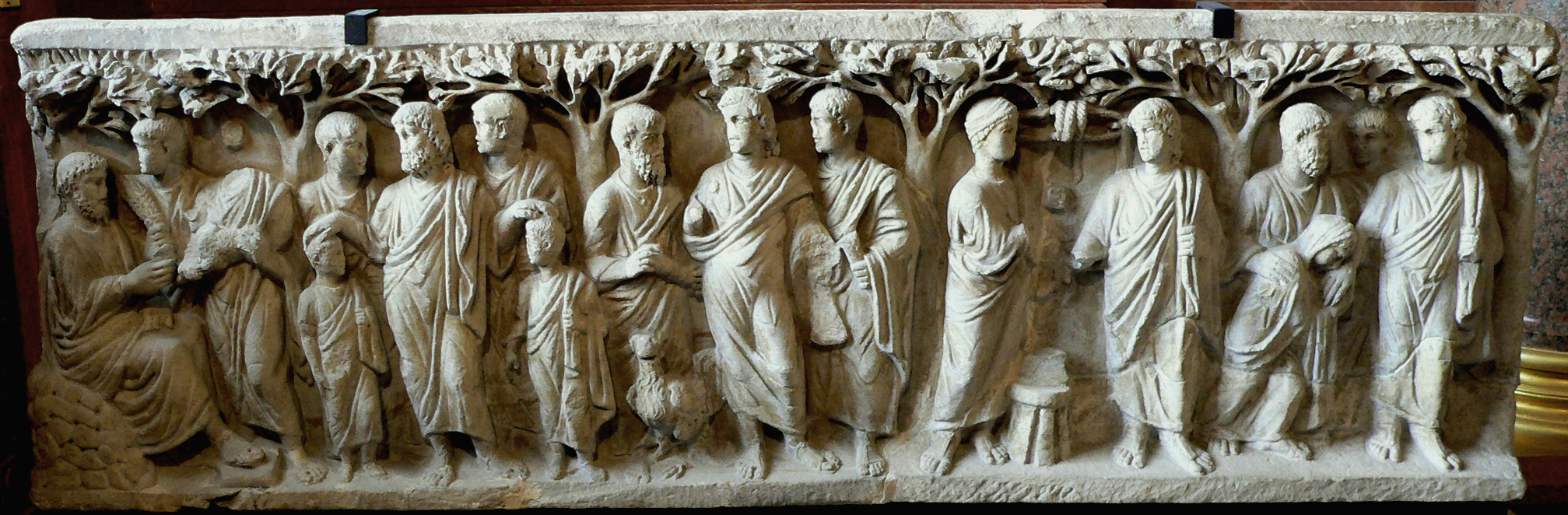
حجر مقبرة مسيحي يعود إلى النصف الأول من القرن الرابع.

حجر المقبرة (بالإسبانية: Sepulcro)‏ هو شاهد قبر يُبنى لدفن شخص ما في القبر؛ عمومًا يكون مصنوعًا من الحجر ويكون مرتفعًا عن الأرض. منذ وفاة قسطنطين الأول، وأصبحت المقابر في الهواء الطلق، يحيط به الجدران في ضواحي المدن وبجوار الكنائس والكاتدرائيات. تألفت المقابر من صناديق مكونة من قطعة واحدة أو قطع عدة أو من محاريب مصنوعة من المواد البنائية ومغطاة ببلاطة، والتي كانت توضع في حائط المقبرة أو أسفل الأرض. أما المقابر الفخمة فكانت توضع على قاعدة تمثال أو كانت تعلق على الجدار الخارجي للكنيسة، حيث كانت تظهر في شكل صندوق أو كومة مستطيلة من الرخام منحوت على وجها الأمامي بشكل جميل، وفي بعض الأحيان كانت تنحت على جانبيها، مع بعض الرموز المسيحية والموضوعات الدينية. وكانت هذه بمثابة عادة تم إدخالها في سراديب الموتى، وكان ذلك على الأقل في القرن الثالث.